# Вудозеро
Вудозеро (устар. Куд-озеро) — пресноводное озеро на территории сельского поселения Зареченск Кандалакшского района Мурманской области.

## Общие сведения
Площадь озера — 4,1 км², площадь водосборного бассейна — 60,6 км². Располагается на высоте 139,3 метров над уровнем моря.
Форма озера продолговатая: оно вытянуто с юго-запада на северо-восток. Берега каменисто-песчаные, преимущественно возвышенные.
Из озера вытекает река Лобка, приток реки Канды, впадающей, в свою очередь, в Белое море.
Населённые пункты вблизи водоёма отсутствуют.
Код объекта в государственном водном реестре — 02020000711102000000046.